# Waterman (Oregon, Wheeler megye)
Waterman (más néven Waterman Flat) az Amerikai Egyesült Államok északnyugati részén, Oregon állam Wheeler megyéjében elhelyezkedő kísértetváros.
Az 1884 és 1944 között működő posta első vezetője Caleb N. Thornburg volt. A 19. század végén postakocsi-megálló, szálloda és istálló is volt itt. 1975-re mindössze egy pajta maradt fenn.

## Fordítás
- Ez a szócikk részben vagy egészben  a   Waterman, Oregon című angol Wikipédia-szócikk ezen változatának fordításán alapul.  Az eredeti cikk szerkesztőit annak laptörténete sorolja fel. Ez a jelzés csupán a megfogalmazás eredetét és a szerzői jogokat jelzi, nem szolgál a cikkben szereplő információk forrásmegjelöléseként.